# Kroning van Charles III en Camilla
De kroning van Charles III en Camilla is de ceremonie waarmee Charles III formeel werd erkend als monarch van het Verenigd Koninkrijk en de Commonwealth realms, en zijn vrouw Camilla als koningin. De kroning vond plaats in de Londense Westminster Abbey op zaterdag 6 mei 2023. Het was een Anglicaanse religieuze ceremonie die werd geleid door Justin Welby, de aartsbisschop van Canterbury.
De koning legde tijdens de ceremonie de kroningseed af, werd gezalfd, kreeg de regalia (kroningsjuwelen) overhandigd en werd gekroond met de St Edward's kroon. Daarna werd de koningin-gemalin in een simpele ceremonie gezalfd en gekroond.
Charles III was de veertigste Engelse of Britse vorst op rij die in Westminster Abbey werd gekroond. De plechtigheid was soberder en korter dan eerdere kroningen, en bevatte ook vernieuwende elementen. Er was meer ruimte voor andere geloofsovertuigingen, de adel speelde een minder belangrijke rol en er waren meer vrouwen actief bij de ceremonie betrokken.
De twee dagen na de kroning waren er in het hele land festiviteiten, met nadruk op buurtfeesten en vrijwilligerswerk. De totale kosten van de kroning waren ₤72 miljoen.

## Troonopvolging en kroning
De kroning was een formele bevestiging van het koningschap van Charles III. De echte troonopvolging gebeurde op het moment van overlijden van koningin Elizabeth II op 8 september 2022. De kroon ging ogenblikkelijk over op Charles als haar oudste zoon en opvolger, zodat de troon geen moment onbezet was.
Vergelijkbare kroningsplechtigheden waren vroeger ook gebruikelijk in andere monarchieën. In Europese monarchieën zijn deze inmiddels overal vervangen door inhuldigingsplechtigheden.
Op woensdag 5 juli 2023 kreeg Charles III tijdens een speciale dienst in St Giles' Cathedral in Edinburgh de Schotse kroonjuwelen (the honours of Scotland) aangeboden. Op zaterdag 6 mei was hij echter al gekroond tot koning van het hele Verenigd Koninkrijk, inclusief Schotland.

## Traditie
De belangrijkste elementen van de Britse kroningsplechtigheid zijn al te vinden in een beschrijving van de kroning van koning Edgar van Engeland in 973. De kroning van de Engelse (en later Britse) vorst gebeurt sinds 1066 in Westminster Abbey. Charles III is de veertigste vorst die hier is gekroond.
De vorst legt tijdens de ceremonie de kroningseed af, wordt gezalfd, krijgt de regalia (kroningsjuwelen) overhandigd en wordt gekroond met de St Edward's kroon. Dan volgt de hommage: het afleggen van een eed van trouw aan de nieuwe koning. Tot slot wordt ook de koningin-gemalin in een simpele ceremonie gezalfd en gekroond.
De verschillende stappen in de ceremonie - en de volgorde daarvan - zijn sinds 973 hetzelfde gebleven. In de afgelopen duizend jaar is de plechtigheid voor elke kroning wel enigszins aangepast. De laatste grotere herziening was voor de kroning van Eduard VII in 1902, na de lange regeerperiode van koningin Victoria (1837-1901). Het model dat toen is ontwikkeld was ook de basis voor de kroningen in 1911 (George V), 1937 (George VI) en 1953 (Elizabeth II).

## Noodzaak tot verandering
De kroning van Charles III was de eerste in zeventig jaar. Naar verluidt was het hof onder de codenaam Operation Golden Orb al een paar jaar voor het overlijden van koningin Elizabeth II in stilte begonnen met het maken van plannen voor de kroning van haar opvolger. Sinds de kroning van Elizabeth II was er binnen het Verenigd Koninkrijk veel veranderd. Men ging er vanuit dat die godsdienstige, sociale en staatkundige veranderingen gevolgen zouden hebben voor de kroning van Charles III, en wilde daarop voorbereid zijn.

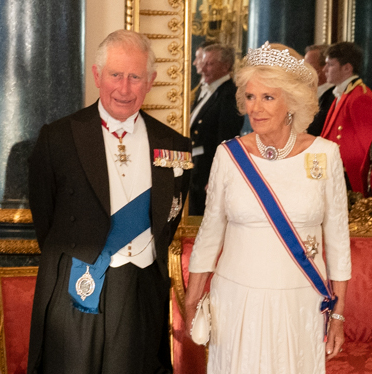
Charles III en koningin-gemalin Camilla (2019), op dat moment nog prins van Wales en hertogin van Cornwall

#### Religie
De kroning is een religieuze plechtigheid, en onderdeel van een Anglicaanse avondmaalviering. Vergeleken met 1953 was een groter deel van de Britse bevolking niet meer gelovig, niet christelijk, of lid van een ander christelijk kerkgenootschap dan de Anglicaanse Kerk. De plechtigheid moest daarmee rekening houden. Ook moest de liturgie mogelijk worden aangepast: het traditionele Book of Common Prayer was in veel kerken vervangen door meer toegankelijke teksten.

#### Rol van de adel
Traditioneel speelden alleen de adel en de geestelijkheid een rol bij de kroning. Dat was anno 2023 niet meer acceptabel. Ook vertegenwoordigers van andere groepen uit de samenleving moesten actief bij de plechtigheid betrokken zijn. De aflegging van een eed van trouw door de adel (de hommage) was een belangrijk onderdeel van de plechtigheid. Deze ceremonie was niet meer zo relevant omdat de de adel sinds de hervorming van het Hogerhuis in 1999 veel minder politieke macht had.

#### Autonomie en onafhankelijkheid
Schotland, Noord-Ierland en Wales hadden binnen het Verenigd Koninkrijk meer autonomie gekregen. In Schotland en Noord-Ierland waren aanzienlijke delen van de bevolking voor afscheiding van het Verenigd Koninkrijk. Veel Britse koloniën waren sinds 1953 onafhankelijk geworden en stonden meer op afstand van het oude moederland. De kroning moest bijdragen aan een gevoel van eenheid binnen het Verenigd Koninkrijk en binnen het Gemenebest.

## Modernisering en versobering
Het hof maakte eind 2022 bekend dat de kroning van Charles III traditionele en vernieuwende elementen zou combineren. De kern van de ceremonie zou niet veranderen maar er zou bijvoorbeeld meer rekening worden gehouden met andere geloofsovertuigingen. Voor het eerst zou een onderdeel van de liturgie in het Welsh zijn.

De kroning van Elizabeth II in 1953 duurde meer dan drie uur en kostte naar schatting ₤1,5 miljoen (te vergelijken met ₤44 miljoen in 2022). Gezien de moeilijke economische toestand in het Verenigd Koninkrijk zou de kroning van haar opvolger korter en soberder, en dus goedkoper zijn. Er zouden ook minder mensen worden uitgenodigd om de plechtigheid bij te wonen. Westminster Abbey biedt plaats aan maximaal 2200 gasten. In 1953 waren er in de Abdij tribunes gebouwd, waardoor er 8250 zitplaatsen waren. Dit ging in 2023 niet weer gebeuren.

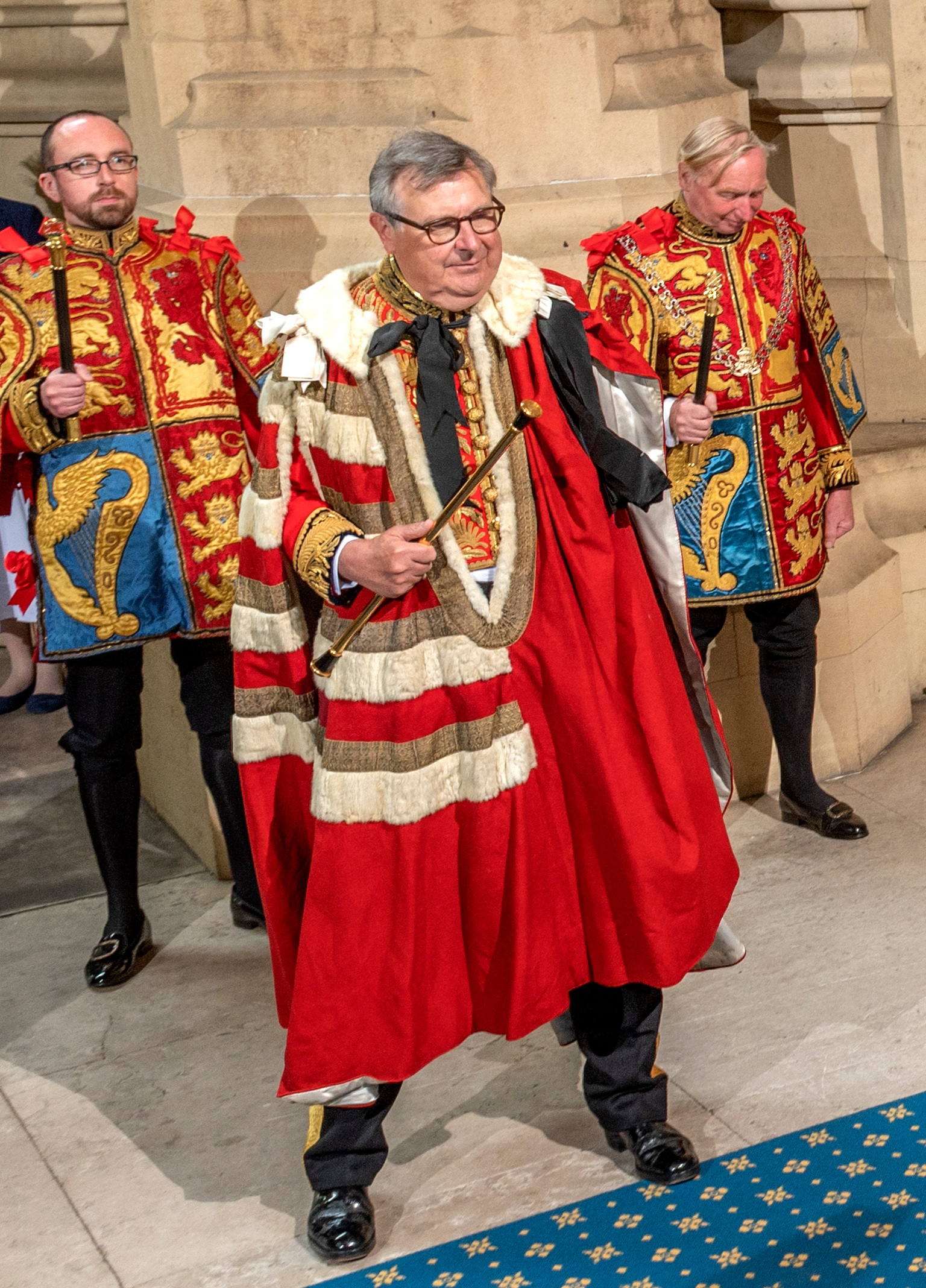
Edward Fitzalan-Howard, Hertog van Norfolk, was als Earl Marshal verantwoordelijk voor de organisatie van de kroning

.

## Organisatie
De Privy Council, een adviesorgaan van de Britse vorst, speelde een belangrijke rol bij de organisatie van de kroning en stelde een kroningscommissie in. In die commissie waren in ieder geval het hof, de Britse regering, het Gemenebest, en de Church of England vertegenwoordigd. De politieke verantwoordelijkheid lag bij vice-premier Oliver Dowden. De uitvoerende verantwoordelijkheid lag bij de Earl Marshal. Het ambt van Earl Marshal wordt traditioneel bekleed door de hertog van Norfolk. In 2022 was dat de 18e hertog van Norfolk, Edward Fitzalan-Howard, die ook verantwoordelijk was geweest voor de organisatie van de begrafenis van koningin Elizabeth II. Kroonprins William had een adviserende rol bij de voorbereidingen.

## Personen met een rol tijdens de kroningsplechtigheid
De kroningsplechtigheid kent een flink aantal ceremoniële taken: het binnendragen van de regalia in Westminster Abbey, het dragen van vaandels, het oproepen tot erkenning van de koning, en het aanbieden van de regalia aan de koning en de koningin. Hier zijn zo'n veertig mensen voor nodig; het wordt als een eer gezien om zo'n taak te mogen vervullen.
In januari 2023 werd er in het Cabinet Office een Coronation Claims Office ingesteld. Personen of organisaties die meenden dat zij het historische recht hebben om tijdens de kroning een bepaalde ceremoniële taak te vervullen, konden hun verzoekschrift daar indienen. Het Claims Office verving het Coronation Claims Court, een college met een eeuwenoude traditie en bijbehorend ceremonieel, dat bestond uit de hoogste Schotse en Engelse rechters en werd voorgezeten door de Lord Chancellor. De instelling van een ambtelijk Claims Office binnen het Cabinet Office (een onderdeel van het Britse overheidsapparaat waarvan de functie vergelijkbaar is met het Nederlandse Ministerie van Algemene Zaken of de Belgische Kanselarij van de Eerste Minister) werd gezien als voorbeeld van de door het hof en de regering gewenste modernisering van de kroning zonder de traditie geweld aan te doen. Dertien verzoeken werden gehonoreerd, allemaal van ambtsdragers of organisaties die ook al in het verleden een rol speelden bij de kroning.

### Meer representativiteit
Tijdens de kroning van Elizabeth II werden bijna alle ceremoniële rollen toebedeeld aan witte Anglicaanse mannen van adellijke komaf. Bij de kroning van Charles III was de adel nog steeds vertegenwoordigd, maar er werd gekozen voor meer diversiteit in geslacht, afkomst, en politieke en godsdienstige achtergrond. Een deel van de geselecteerde personen was vanwege hun maatschappelijke verdiensten in de adelstand verheven, of onderscheiden met de Order of Merit.

### Ceremoniële ambten
Volgens de traditie hebben de dragers van bepaalde (ceremoniële) ambten het recht om taken te vervullen. Sommige van deze ambten, waaronder twee Great Officers of State, zijn normaliter vacant en worden alleen bij een kroning voor één dag weer in het leven geroepen. Generaal sir Gordon Messenger, een onderscheiden voormalig marinier en de bevelhebber (constable) van de Tower of Londen, was op 6 mei 2023 Lord High Steward of England. Admiraal sir Tony Radakin, de commandant van de Britse strijdkrachten, was die dag Lord High Constable of England.
Francis Dymoke droeg de koninklijke standaard. De familie Dymoke leverde sinds de 14e eeuw de 'kampioen van de koning of koningin' die bereid was om te duelleren met een ieder die weigerde de nieuwe vorst te erkennen. Deze functie bestaat officieel nog maar werd bij de kroning van koningin Victoria (1838) uit het ritueel geschrapt. Het Coronation Claims Office erkende het verzoek van Dymoke om als hoofd van de familie toch een rol te mogen vervullen tijdens de kroning.
| Personen met een rol tijdens de kroningsplechtigheid                                              | Personen met een rol tijdens de kroningsplechtigheid | Personen met een rol tijdens de kroningsplechtigheid                                              | Personen met een rol tijdens de kroningsplechtigheid |
| ------------------------------------------------------------------------------------------------- | ---------------------------------------------------- | ------------------------------------------------------------------------------------------------- | ---------------------------------------------------- |
| Presenteren van de koning aan het volk                                                            |                                                      |                                                                                                   |                                                      |
|                                                                                                   | Barones Valerie Amos                                 | Voormalig Diplomaat Dame van de Orde van de Kousenband Lid Hogerhuis                              |                                                      |
|                                                                                                   | Lady Elish Angiolini                                 | Voormalig Advocate General van Schotland Dame van de Orde van de Distel                           |                                                      |
|                                                                                                   | Christopher Finney                                   | Voormalig soldaat Drager van het George Cross                                                     |                                                      |
| Binnendragen van de regalia                                                                       |                                                      |                                                                                                   |                                                      |
| Regalia voor de koning                                                                            | Regalia voor de koning                               | Regalia voor de koning                                                                            | Draagt                                               |
|                                                                                                   | Barones Manningham-Buller                            | Voormalig directeur MI5. Lid Hogerhuis                                                            | St Edward's Staff                                    |
|                                                                                                   | Hertog van Buccleuch en Queensberry                  | Schots aristocraat                                                                                | Scepter met het kruis                                |
|                                                                                                   | Lord Hastings Graaf van Loudoun                      | Engels aristocraat en acteur Australisch houder van Engelse aristocratische titel                 | Gouden Sporen                                        |
|                                                                                                   | Baron Houghton of Richmond                           | Voormalig commandant strijdkrachten. Lid van Hogerhuis                                            | Zwaard van wereldlijke gerechtigheid                 |
|                                                                                                   | Lord Richards of Herstmonceux                        | Voormalig commandant strijdkrachten. Lid Hogerhuis                                                | Zwaard van geestelijke gerechtigheid                 |
|                                                                                                   | Lord Peach                                           | Voormalig commandant strijdkrachten. Lid Hogerhuis                                                | Zwaard van genade                                    |
|                                                                                                   | Penny Mordaunt                                       | Lord President of the CouncilLid Lagerhuis                                                        | Zwaard van State                                     |
|                                                                                                   | Amy Taylor                                           | Onderofficier in the Royal Navy, als vertegenwoordiger van al het personeel van de strijdkrachten | Presentatiezwaard (Sword of offering)                |
|                                                                                                   | Brigadier Andrew Jackson                             | Keeper of the Jewel House                                                                         | Ring                                                 |
|                                                                                                   | Barones Benjamin                                     | Actrice, bestuurder en ondernemer. Lid Hogerhuis                                                  | Scepter met de duif                                  |
|                                                                                                   | Dame Elizabeth Anionwu                               | Hoogleraar, verpleegkundige, Lid Hogerhuis                                                        | Rijksappel                                           |
|                                                                                                   | General Sir Gordon Messenger                         | Voormalig marinier. Lord High Steward of England                                                  | St Edwards Kroon                                     |
| Regalia voor de koningin                                                                          | Regalia voor de koningin                             | Regalia voor de koningin                                                                          | Draagt                                               |
|                                                                                                   | Barones Kennedy of The Shaws                         | Mensenrechtjurist. Lid Hogerhuis                                                                  | Staf met de duif                                     |
|                                                                                                   | Generaal Sir Patrick Sanders                         | Commandant strijdkrachten                                                                         | Scepter met het kruis                                |
|                                                                                                   | Hertog van Wellington                                | Engels aristocraat. Lid Hogerhuis                                                                 | Queen Mary's Kroon                                   |
| Aanbieden van de regalia                                                                          |                                                      |                                                                                                   |                                                      |
|                                                                                                   | Lord Carrington                                      | Lord Great Chamberlain, Lid Hogerhuis                                                             | Sporen                                               |
|                                                                                                   | Barones (Gillian) Merron                             | Voorzitter Board of Deputies of British Jews, Lid Hogerhuis                                       | Robe Royal                                           |
|                                                                                                   | Lord (Narendra) Patel                                | Medicus.Lid Hogerhuis                                                                             | Ring                                                 |
|                                                                                                   | Lord (Indarjit) Singh of Wimbledon                   | Journalist. Lid Hogerhuis                                                                         | Kroningshandschoen                                   |
| De overige regalia zullen worden aangeboden door de bisschoppen die deelnemen aan de plechtigheid |                                                      |                                                                                                   |                                                      |

## Aanwezigen in Westminster Abbey
De kroningen in de twintigste eeuw werden vooral bijgewoond door hoogwaardigheidsbekleders uit binnen- en buitenland: hoge geestelijken, leden van de koninklijke familie, de Britse adel, hooggeplaatste leden van de koninklijke hofhouding, leden van het Britse kabinet, leden van het Lagerhuis, regeringsleiders van de landen van het Gemenebest en van Britse overzeese gebieden, vertegenwoordigers van buitenlandse vorstenhuizen en diplomaten. De gastenlijst van de kroning van Charles III en Camilla week hiervan op een aantal punten af.

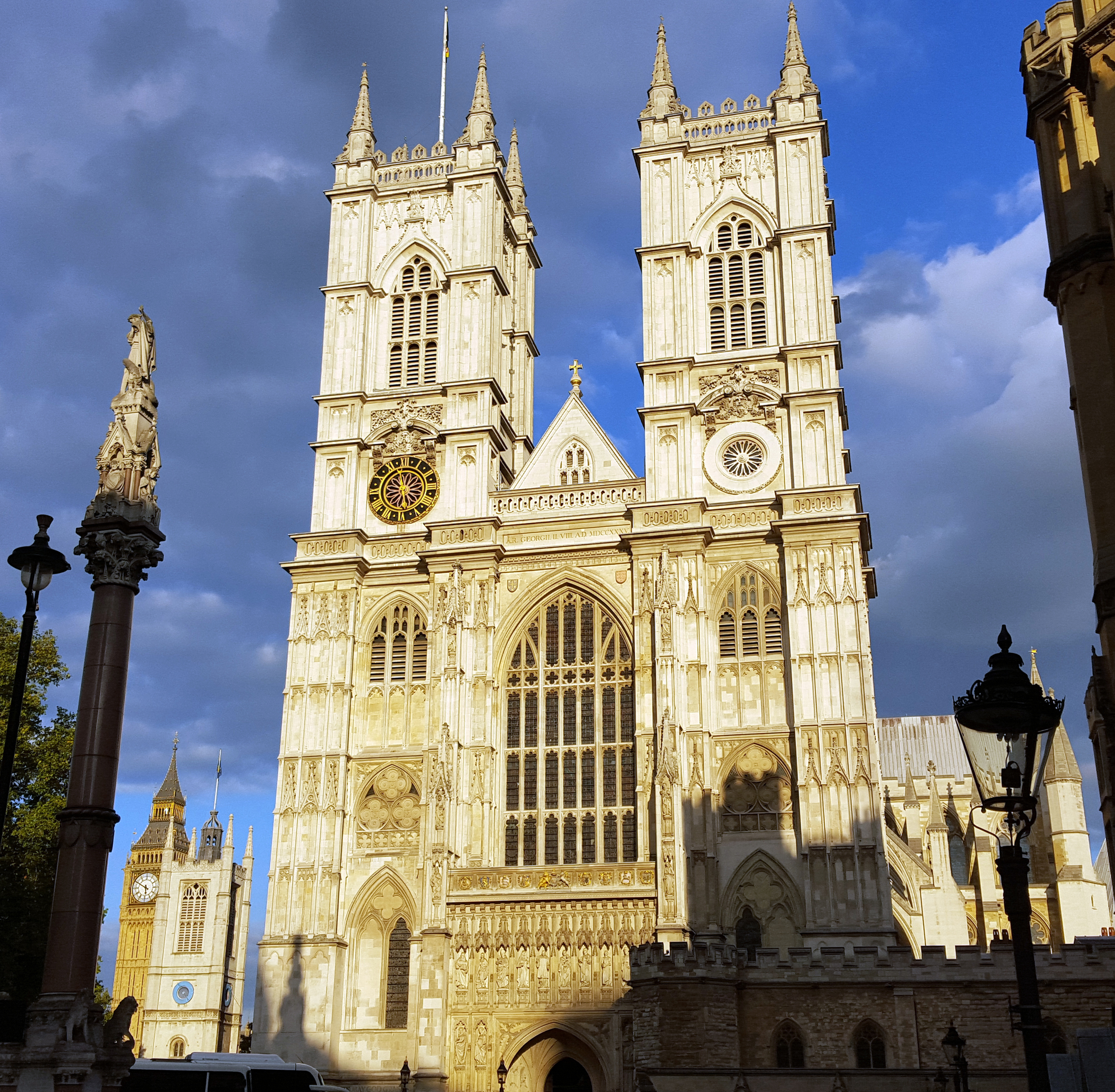
Westminster Abbey

Onder de circa 2200 genodigden in Westminster Abbey waren 450 burgers die vanwege hun praktische maatschappelijke inzet, vooral tijdens de Coronapandemie, waren onderscheiden met de Medaille van het Britse Rijk.
Bij eerdere Britse kroningen waren geen gekroonde vorsten aanwezig. Bij de kroning van Charles III en Camilla waren er wel vorsten onder de gasten, waaronder de Belgische koning Filip en koningin Mathilde, en de Nederlandse koning Willem Alexander en koningin Máxima. Er waren ook regeringsleiders van buiten het Verenigd Koninkrijk of het Gemenebest uitgenodigd.
Voor het eerst moest men ook rekening houden met het feit dat Schotland, Noord-Ierland en Wales eigen regeringen hadden. Humza Yousaf, de first minister van Schotland, en Michelle O'Neill, beoogd first minister van Noord-Ierland, leidden beiden politieke partijen die vóór afsplitsing van het Verenigd Koninkrijk zijn (Scottish National Party, respectievelijk Sinn Féin). Zij waren aanwezig omdat zij het hun plicht vonden de hele bevolking te vertegenwoordigen.
Het bleef lang onduidelijk of de jongste zoon van koning Charles, prins Harry, aanwezig zou zijn bij de kroning. Zijn relatie met de koninklijke familie was gespannen, o.a. vanwege de publicatie van zijn memoires in januari 2023. Dit leidde tot veel speculaties in de pers en op sociale media. Enkele weken voor de kroning werd bekend dat de prins in de Abdij aanwezig zou zijn, maar zijn vrouw Meghan niet. Hij speelde geen rol in de ceremonie, en zat in de Abdij tussen minder prominente leden van de koninklijke familie.

## Kleding
Het algemene kledingvoorschrift voor de kroning was formele stadskledij. Bij de kroning van Elizabeth II in 1953 ging de voorkeur nog uit naar ceremonieel tenue, hofkleding of formele avondkleding. In eerste instantie zouden leden van de adel op verzoek van het hof geen met bont afgezette rood fluwelen kroningsgewaden ('coronation robes') en adelskronen meer dragen. Later werd dit afgezwakt en mocht men de gewaden wel dragen 'als men dat graag zou willen' maar de kronen niet. Zittende leden van het Hogerhuis mochten wel de toga's ('parliamentary robes') dragen die gebruikelijk zijn bij de ceremoniële opening van het parlementair jaar. Ook andere gasten die een ambt bekleedden waarvoor een ceremonieel tenue gebruikelijk was, mochten dat tenue dragen mét ambtsketen.

### Leden van de koninklijke familie
Prinsessen van het Verenigd Koninkrijk droegen tijdens eerdere kroningsplechtigheden paarse fluwelen mantels afgezet met hermelijn. De prinsen droegen adellijke kroningsgewaden. Prinsessen en prinsen droegen speciale kronen die ze echter pas opzetten als de vorst was gekroond. De vrouwelijke leden van de koninklijke familie droegen tot dat moment een tiara.
Tijdens de kroning van Charles III en Camilla droegen de volwassen naaste familieleden van de koning de ceremoniële mantels van de Orde van de Kousenband of de Royal Victorian Order over avondkleding of uniform. Zij droegen geen kronen of tiara's.

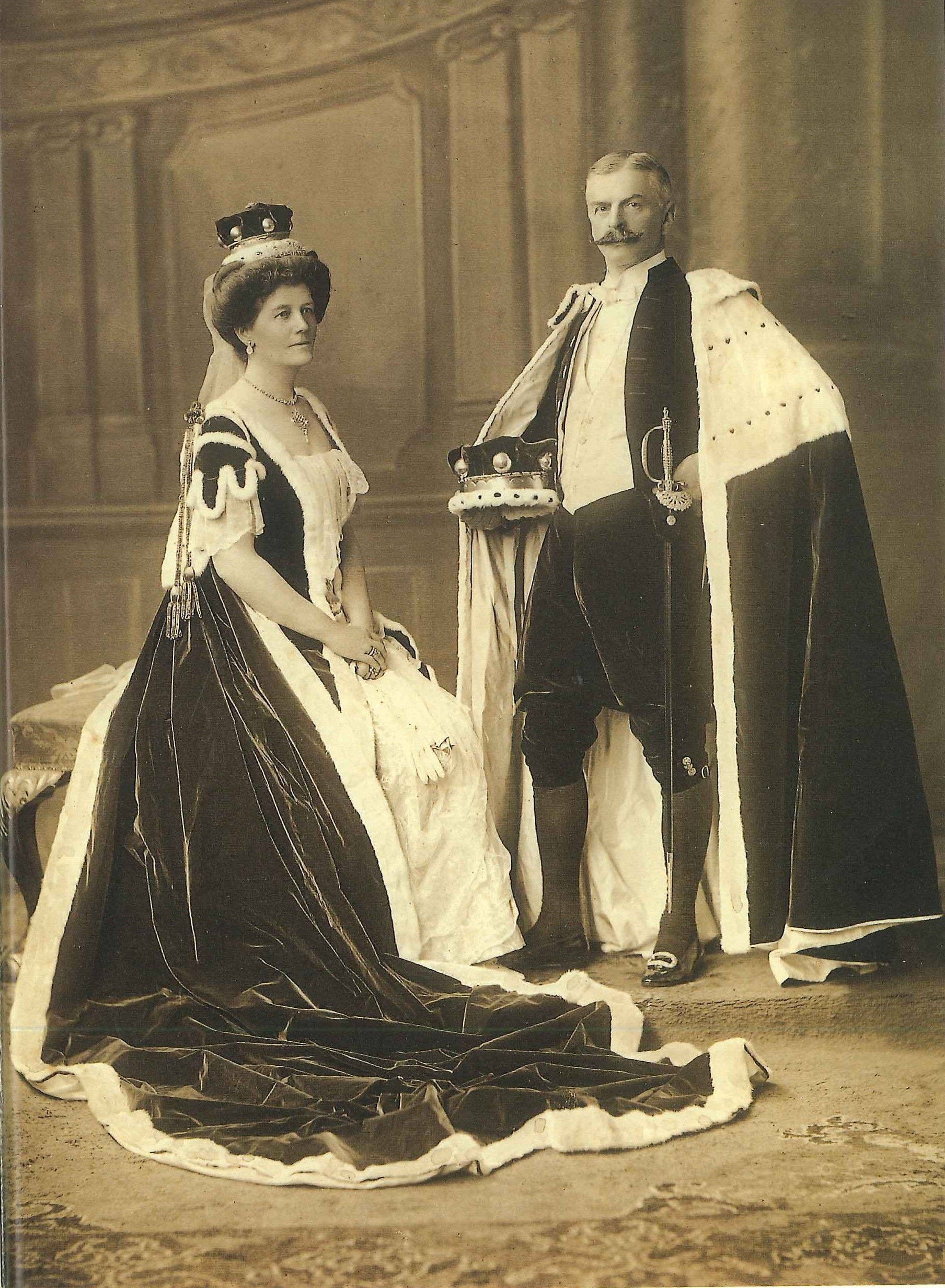
Traditionele kroningsgewaden en adelskronen voor de adel. Bij eerdere kroningen was dit voor de adel de voorgeschreven kleding. Bij de kroning van Charles III niet meer.
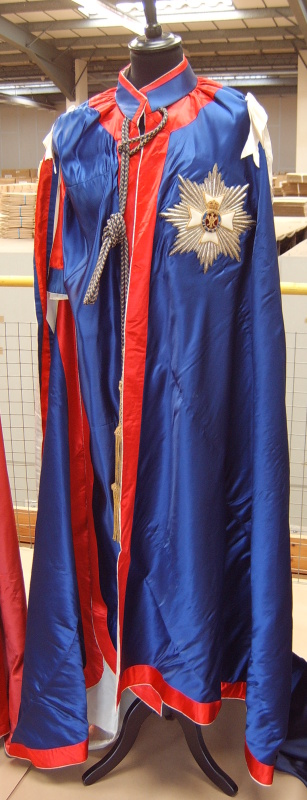
Ceremoniële mantel van de Royal Victorian Order
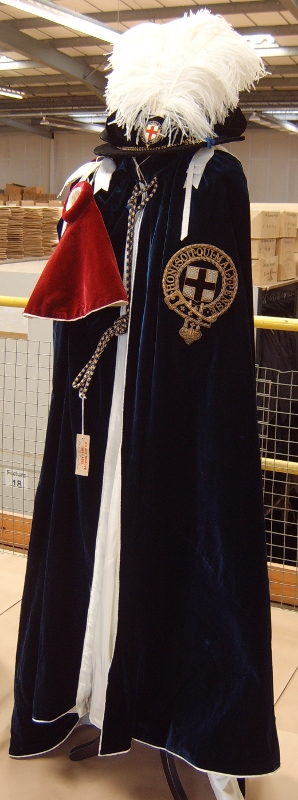
Ceremoniële mantel van de Orde van de Kousenband

## De plechtigheid

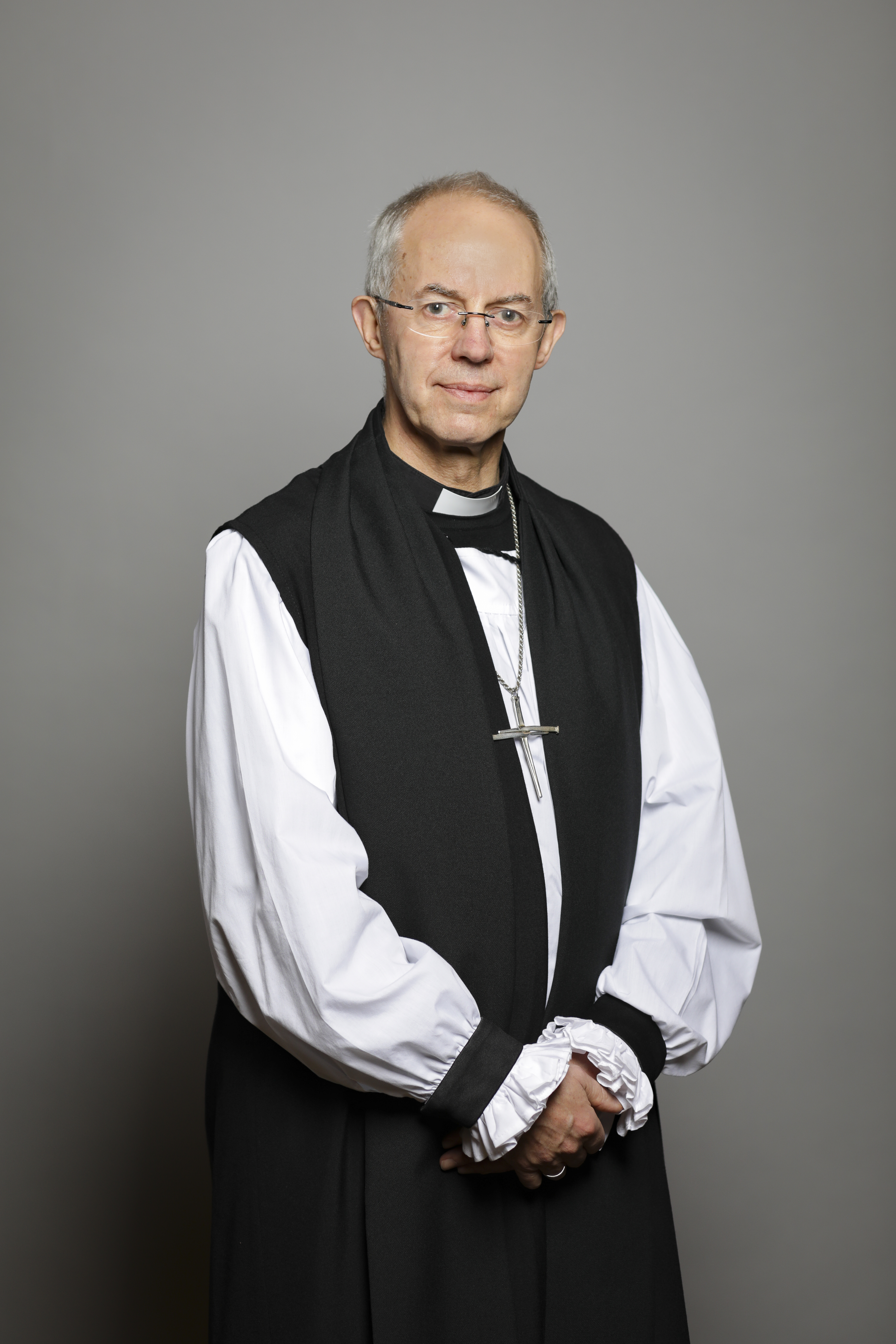
Justin Welby, de aartsbisschop van Canterbury, leidde de kroningsplechtigheid

De kroning vond plaats op zaterdag 6 mei 2023. De plechtigheid begon om 11:00 u plaatselijke tijd, en werd geleid door de aartsbisschop van Canterbury, Justin Welby. Hij plaatste ook de kroon op het hoofd van de koning en de koningin-gemalin. Het thema van de dienst was liefdevol dienstbetoon aan anderen, wat werd gezien als een centraal element in de christelijke leer én in de moderne monarchie. De aartsbisschop werd geassisteerd door hoge Anglicaanse geestelijken, waaronder voor het eerst ook drie vrouwelijke bisschoppen. De ceremonie duurde iets minder dan twee uur.

### Binnendragen van de regalia
De regalia (kroningsjuwelen) werden de abdij binnengedragen, en op een altaar geplaatst. Tot de regalia horen objecten die de koninklijke macht symboliseren (kroon, rijksappel, scepter, ceremoniële staf of mace, en rijkszwaarden), sieraden met een symbolische betekenis (kroningsring, armbanden en sporen) en voorwerpen die gebruikt worden bij de zalving (ampul en lepel).

### Processies
Leiders en vertegenwoordigers van niet-christelijke geloofsgemeenschappen kwamen in processie de abdij binnen, gevolgd door leiders en vertegenwoordigers van verschillende christelijke gemeenschappen. Daarna werden de vlaggen binnengedragen van de landen waarvan Charles III staatshoofd is.

### Binnenkomst van de koning en de koningin
Bij de binnenkomst van Charles III en Camilla zong het koor Psalm 122 Ik ben verblijd (I was glad), in een versie van Hubert Parry. Charles en Camilla droegen allebei een statiemantel van karmozijnrood fluweel.
Charles III werd gevolgd door vier pages (pages of honour), waaronder zijn kleinzoon prins George van Wales. De belangrijkste taak van de pages was het dragen van de zware sleep van de kroningsmantel. Ook Camilla werd geassisteerd door vier pages (haar kleinzoons en een achterneef) en niet door erejoffers (maids of honour), zoals in het verleden vaak gebruikelijk was voor een koningin of koningin-gemalin.
De koning ging naar het zogenaamde kroningstheater in het midden van de kerk. Dit is de plek waar het hele kroningsritueel plaatsvindt.

### Begroeting van de koning en gebed
Als een nieuw element in de kroningsplechtigheid werd Charles III welkom geheten door een jong lid van het koor, waarop hij antwoordde dat hij er niet was om gediend te worden maar om te dienen. Daarna was er stil gebed.

### Erkenning
De koning werd nu aan 'het volk' (de aanwezigen in de abdij) gepresenteerd. Zij werden opgeroepen hem als hun vorst te erkennen. Dit gebeurde vier keer: aan de oost-, zuid-, west- en noordkant van het kroningstheater. De aanwezigen riepen ‘God behoede koning Charles’ om aan te geven dat zij hem als koning accepteerden. Bij eerdere kroningen deed de aartsbisschop van Canterbury de oproepen, vergezeld door de houders van vijf historische ambten (de wapenkoning van de Kousenband (Garter Principal King of Arms), de Lord Chancellor, de Lord Great Chamberlain, de Lord High Constable en de Earl Marshal).
Een modernisering was dat de aartsbisschop nu werd begeleid door drie personen die op basis van persoonlijke verdiensten een van de hoogste Britse onderscheidingen hadden gekregen: Valerie Amos, voormalig Brits diplomaat en Dame in de Orde van de Kousenband, Elish Angiolini, voormalig Lord Advocate van Schotland en Dame in de Orde van de Distel, en voormalig soldaat Christopher Finney, drager van het George Cross en voorzitter van de Victoria Cross & George Cross Association.

### Eedaflegging en gebed
De aartsbisschop nam de vorst de kroningseed af. De koning "belooft en zweert het volk van het koninkrijk en de domeinen daarbij behorende te besturen volgens de statuten in het parlement overeengekomen, en hun wetten en gewoontes ". Ook zwoer de vorst, die ook Supreme Governor van de Church of England is, om in het Verenigd Koninkrijk de Anglicaanse godsdienst te handhaven.
Voordat de koning deze eed aflegde, verklaarde de aartsbisschop dat de Anglicaanse kerk ernaar streefde om een omgeving te scheppen waarin mensen van alle geloven vrij kunnen samenleven. Hij vroeg de koning dit te bevestigen. Dit was een nieuw element in de kroningsceremonie. Ook nieuw was dat de koning na de eedaflegging zelf een persoonlijk gebed uitsprak.
Vervolgens begon de avondmaalviering. Voor het eerst maakte een preek (door de aartsbisschop van Canterbury) daarvan deel uit. De premier van het Verenigd Koninkrijk, Rishi Sunak, deed een lezing uit de Brief van Paulus aan de Kolossenzen.
De avondmaalviering werd onderbroken met het gezang Veni, Creator Spiritus (Come Holy Ghost), als opmaat voor de zalving. Dit werd gezongen in het Engels, Welsh, Schots-Gaelisch en Iers. Voor de zalving legde de koning zijn statiemantel af en nam hij plaats op de kroningsstoel waarin zich de Stone of Scone bevond, de Schotse kroningssteen.

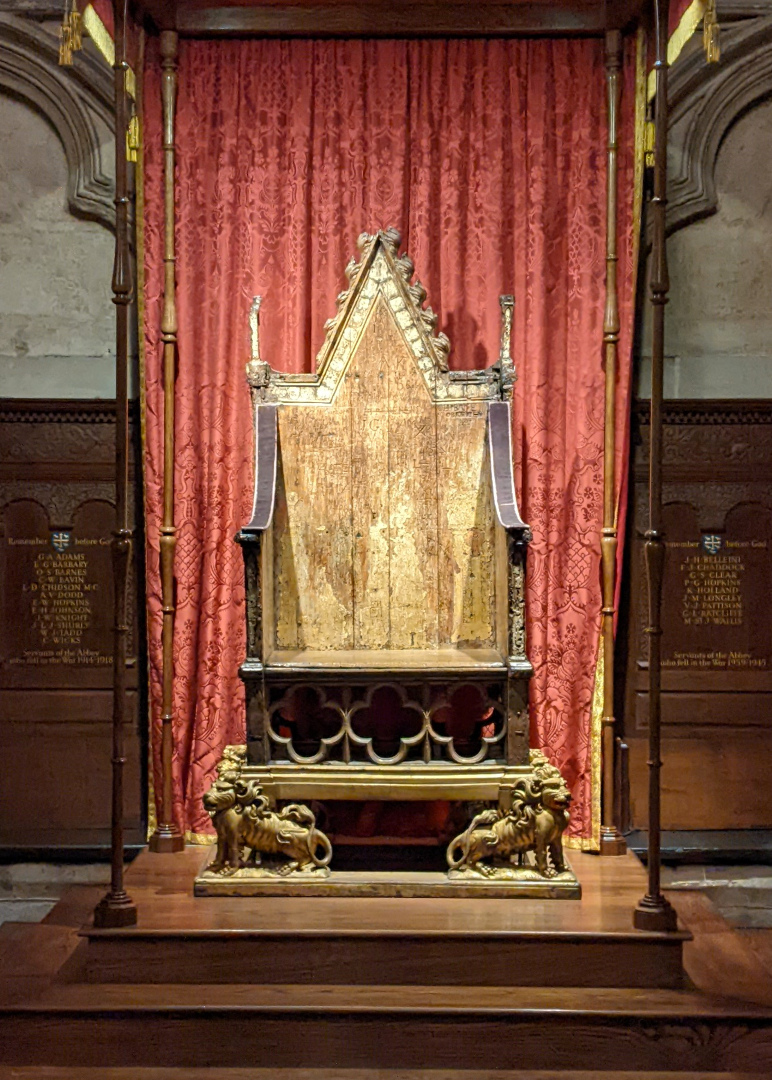
De kroningsstoel met onder de zitting een holle ruimte voor de Stone of Scone

### Kroningsteen en kroningsstoel
Voor het eerst in de geschiedenis was de Stone of Scone voor een kroning vanuit Edinburgh naar Westminster Abbey gebracht. De steen was in 1296 door de Engelsen als oorlogsbuit uit Schotland weggevoerd en werd sindsdien in de abdij bewaard; in 1996 is hij teruggeven aan Schotland. Op 28 april 2023 begon de steen na een korte ceremonie in Edinburgh Castle aan de reis naar Londen.
De kroningsstoel zelf was voor de kroning gerestaureerd. De stoel is meer dan 700 jaar oud, van eikenhout en erg kwetsbaar. Het is het oudste bekende meubelstuk dat nog steeds gebruikt wordt voor het doel waarvoor het oorspronkelijk is gemaakt. Onder de zitting is een holle ruimte waar de Stone of Scone net in past. Met 3D-printing was een model van de steen gemaakt om te kunnen bepalen hoe de steen met de minste kans op beschadiging in de stoel kon worden geplaatst.

### Zalving
Charles werd gezalfd: de aartsbisschop maakte met een gewijde olie kruistekens op zijn hoofd, borst en handen. Dit werd gezien als het meest sacrale deel van de ceremonie en ook als een intiem persoonlijk moment, omdat hij hiervoor delen van zijn lichaam, zoals zijn borst, moest ontbloten. Het gebeurde achter een speciaal ontworpen scherm, uit het zicht van de aanwezigen in de abdij en camera's. Tijdens het ritueel zong het koor de kroningshymne Zadok the Priest van Georg Friedrich Händel.
De zalving gebeurde met een gewijde geparfumeerde olijfolie. De olijven kwamen uit olijfgaarden in Jeruzalem, onder andere uit een boomgaard niet ver van het graf van Charles' grootmoeder, prinses Alice van Battenberg, op de Olijfberg. De olijfolie is gemengd met etherische olies en geurstoffen van sesam, rozen, kaneel, jasmijn en neroli (oranjebloesemolie), en met benzoïne en oranjebloesemwater. Traditioneel bevatte de olie ook geurstoffen van dierlijke oorsprong, zoals ambergrijs en muskus. Die zijn niet meer gebruikt. De zalvingsolie werd op 3 maart 2023 gewijd in de Heilig Grafkerk door de patriarch van Jeruzalem en de Anglicaanse aartsbisschop daar.

### Kroningsgewaden en aanbieden regalia
Charles III werd gekleed in de eerste twee kroningsgewaden: het simpele witte hemd colobium sindonis en de gouden kroningsmantel (supertunica).
Leden van Hogerhuis en bisschoppen boden hem de regalia aan: de sporen, het zwaard van state, de armbanden, de rijksappel (orb), de ring, de scepter met duif en de scepter met kruis. Leden van het Hogerhuis die geen christelijke achtergrond hadden, boden regalia aan waarin geen overduidelijke christelijke motieven waren verwerkt. Het feit dat mensen met verschillende geloofsovertuigingen regalia aanboden was bedoeld als symbool voor het feit dat het koningschap gedragen wordt door mensen van alle geloofsrichtingen. Het zwaard van state werd voor het eerst in de geschiedenis aangeboden door een vrouw, Penny Mordaunt, Lord-President of the Council.
Tijdens het aanbieden van de zwaarden zong een koor Psalm 71 in het Grieks. Dit was een eerbetoon aan prins Philip, de vader van Charles III, die geboren werd als prins van Griekenland.
De prins van Wales hielp om de koning te kleden in de laatste twee kroningsgewaden, de robe royal en de stole royal.

### Kroning en zegen
De aartsbisschop van Canterbury kroonde Charles met de Sint-Edwards kroon. Vervolgens spraken de aartsbisschop en de leiders van de Grieks-Orthodoxe kerk, de Rooms-katholieke kerk, en de presbyteriaanse Church of Scotland een zegen uit.

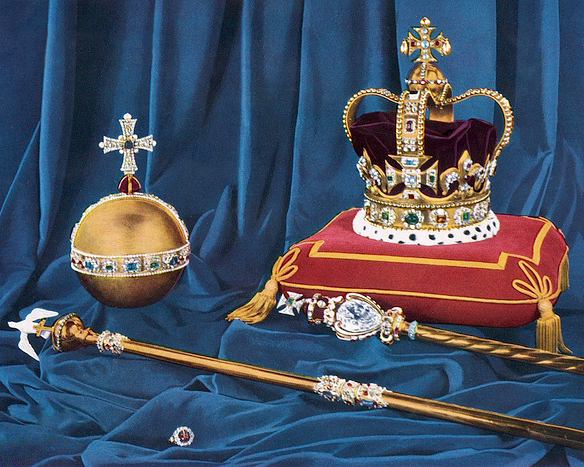
Regalia die bij de kroning werden gebruikt
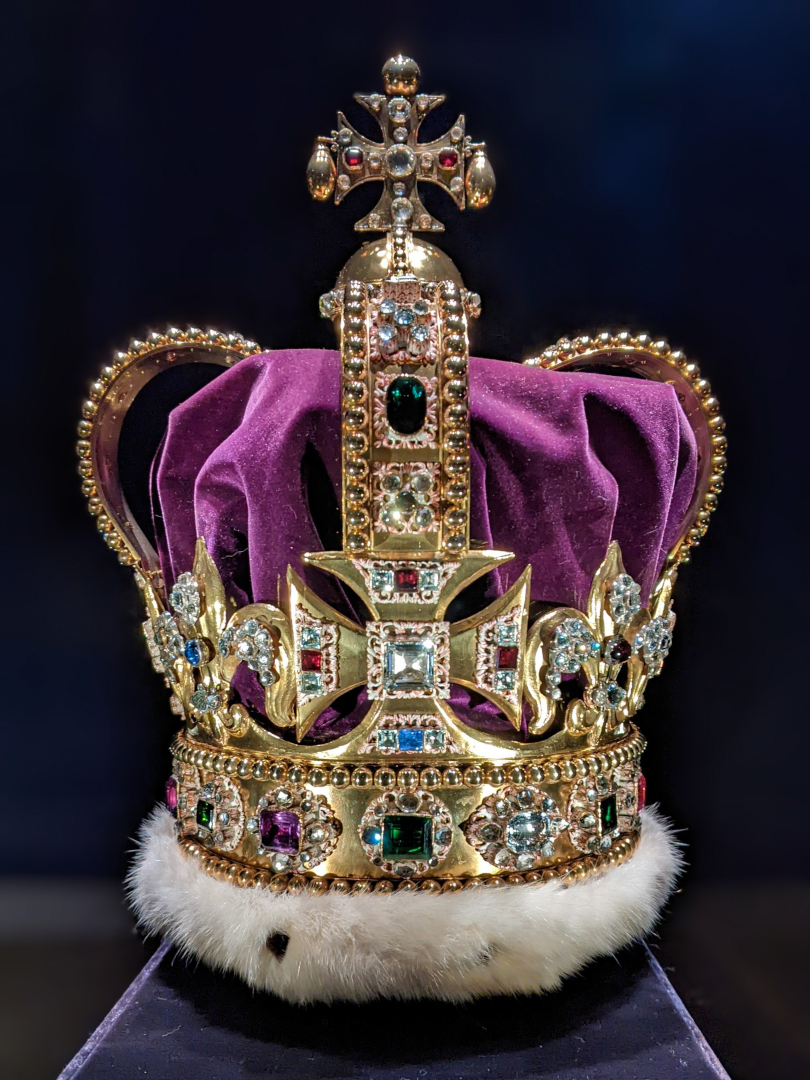
St Edwards Crown
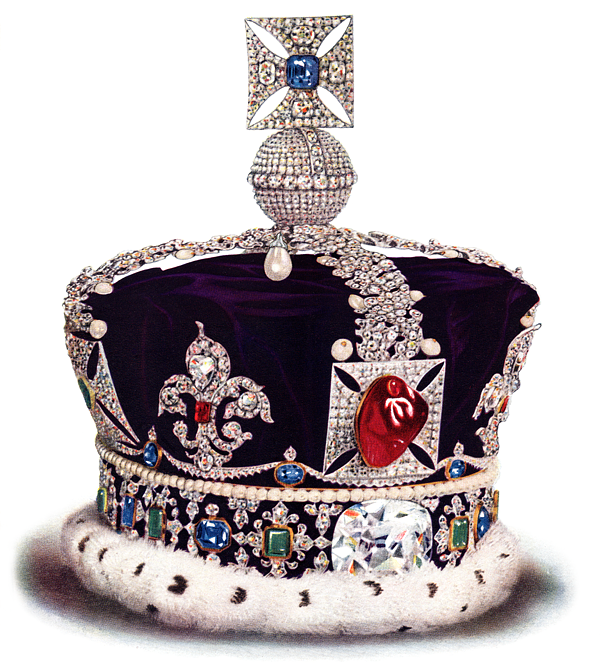
Imperial State Crown (Keizerlijke Staatskroon)
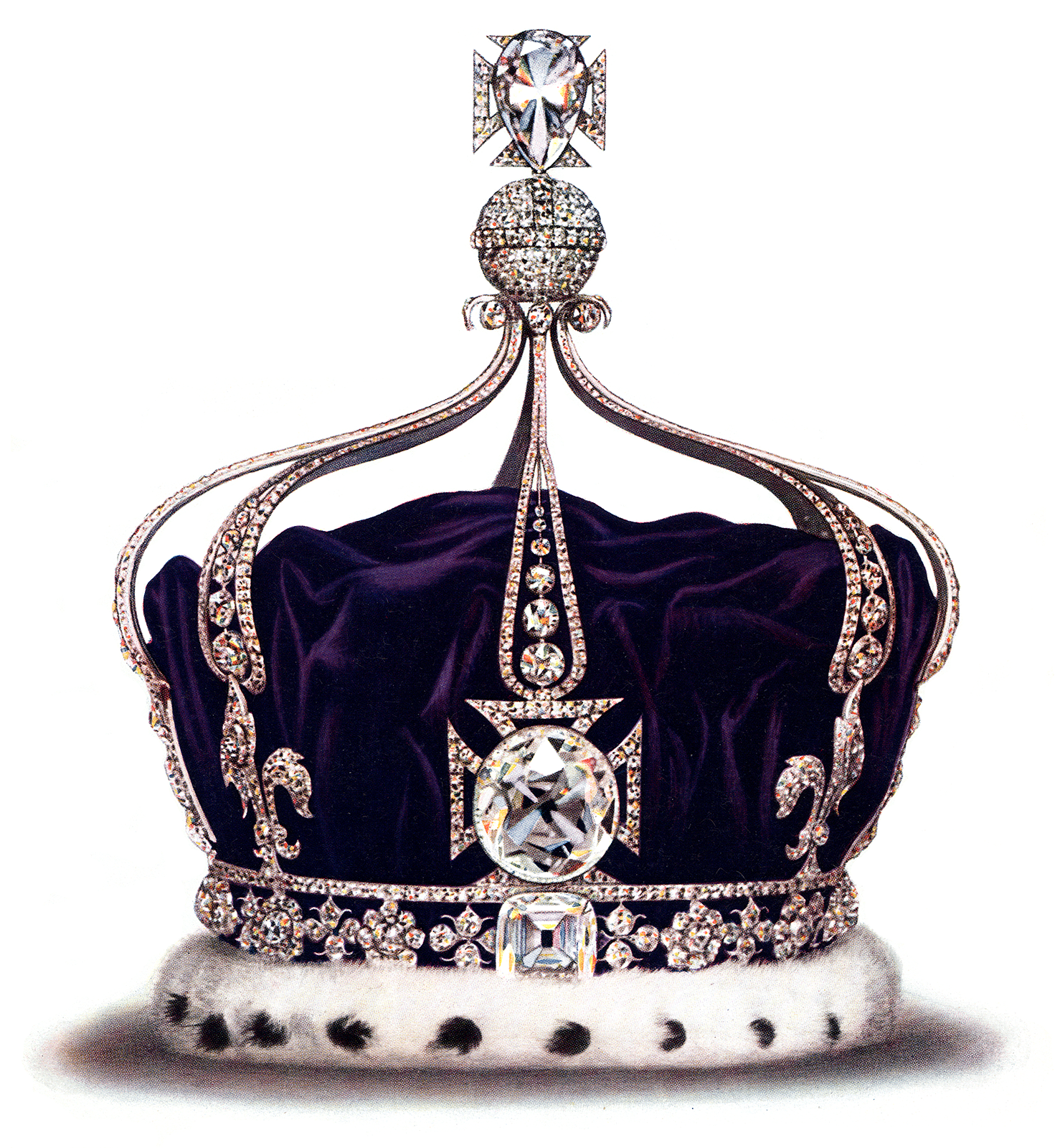
Queen Mary's Crown

### Intronisatie en hommage
Na de zegen werd Charles III naar de troon geleid en begon de hommage: het zweren van trouw aan vorst. De bisschoppen deden dit als eersten.
Vervolgens zwoer de Prins van Wales trouw uit naam van de koninklijke familie (homage of royal blood). In het verleden legden ook de andere 'royal peers' (edellieden van koninklijken bloede) individueel een eed van trouw aan de vorst af. Het zou anno 2023 gaan om de hertogen van Sussex, York, Edinburgh, Gloucester en Kent. Dit onderdeel was geschrapt, volgens veel berichten omdat men de positie van prins Andrew, de hertog van York, en prins Harry, de hertog van Sussex, te omstreden vond.
Ook de hommage door de overige vertegenwoordigers van de adel was geschrapt. Dit was vervangen door de homage of the people: de aartsbisschop nodigde iedereen in de Abdij, of elders in het Verenigd Koninkrijk of het Gemenebest, uit om hun trouw aan de koning en zijn erfgenamen uit te spreken als ze dat wilden.

### Zalving en kroning koningin-gemalin Camilla
Toen de kroning van Charles III was afgerond werd koningin Camilla gezalfd. Ook zij kreeg enkele regalia aangeboden: een ring, staf en scepter, en werd gekroond.
Traditioneel werd een koningin-gemalin gekroond met een speciaal voor haar gemaakte kroon die de Koh-i-Noor bevatte. Deze grote diamant was eeuwenlang eigendom van Indiase vorsten maar kwam in 1849 in Brits bezit. Het Britse eigendom is omstreden en de diamant zou mogelijk pijnlijke herinneringen oproepen aan de koloniale tijd. Camilla werd gekroond met de kroon die in 1911 gemaakt werd voor de kroning van koningin-gemalin Mary, zonder Koh-i-Noor, maar met twee van de kleinere Cullinandiamanten.
De eerder onderbroken avondmaalviering werd hervat. Tijdens het bidden van het Onzevader nodigde de aartsbisschop iedereen uit om in hun eigen taal mee te bidden.

### Afsluitende processie

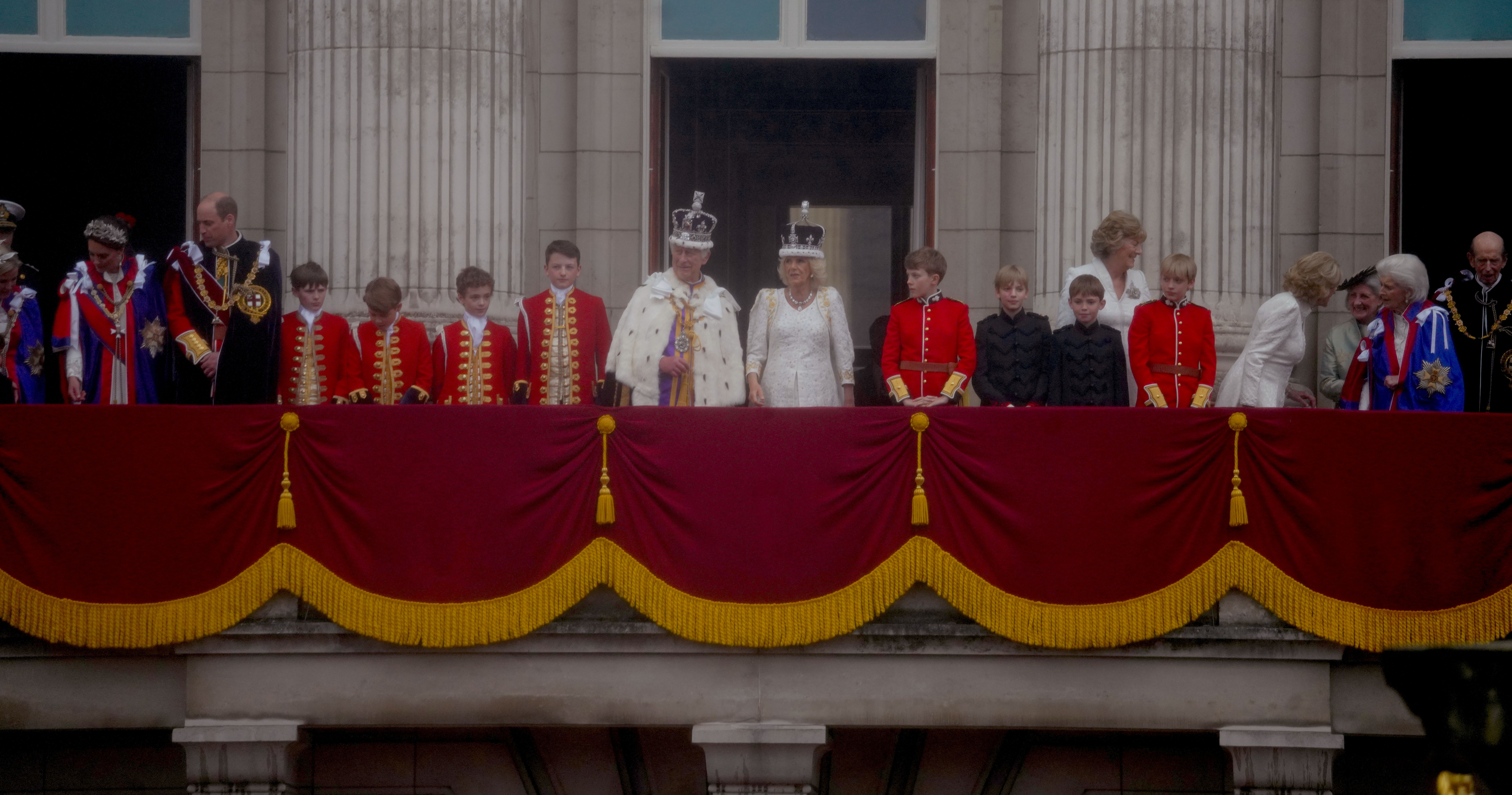
De koninklijke familie en de pages op het balkon van Buckingham Palace na afloop van de kroningsplechtigheid

Charles en Camilla verlieten vervolgens het kroningstheater en gingen naar de St Edward's Kapel. Bij het verlaten van de Abdij droegen de koning en de koningin paarse statiemantels. De koning droeg de Keizerlijke Staatskroon in plaats van de zware Sint-Edwardskroon, en had de scepter met het kruis en de rijksappel in zijn handen.

## Muziek
Alle uitgevoerde muziek was geschreven door componisten uit het Verenigd Koninkrijk en het Gemenebest. Voor de kroning waren twaalf nieuwe muziekwerken gecomponeerd, onder andere een anthem (koorlied) door Andrew Lloyd Webber, een mars door Patrick Doyle, een werk voor orgel door Iain Farrington, en composities van Sarah Class, Nigel Hess, Paul Mealor, Tarik O'Regan, Roxanna Panufnik, Shirley J. Thompson, Judith Weir, Roderick Williams en Debbie Wiseman. Ook muziek van Karl Jenkins was onderdeel van de plechtigheid.
Daarnaast werd er muziek uitgevoerd van William Byrd, Georg Friedrich Händel, Edward Elgar, Henry Walford Davies, William Walton, Hubert Parry en Ralph Vaughan Williams, die bij eerdere kroningen al te horen was. Voor het eerst was er speciaal voor de kroning een gospelkoor geformeerd, het Ascension Choir onder leiding van Abimbola Amoako-Gyampah, en was er een rol voor de officiële Royal Harpist (koninklijke harpist, een traditie uit Wales).

## Aandacht voor duurzaamheid
In het kader van duurzaamheid hadden Charles III en Camilla zoveel mogelijk gekozen voor materiaal dat al eerder bij kroningen was gebruikt.
In het verleden werden voor elke kroning nieuwe statiemantels gemaakt. De rode en purperen statiemantels die Charles III bij binnenkomst en vertrek uit de Abdij droeg, waren gemaakt voor de kroning van zijn grootvader George VI in 1937. De rode statiemantel van koningin Camilla was gedragen door koningin Elizabeth II bij haar kroning in 1953. Alleen de purperen statiemantel die Camilla droeg bij het verlaten van de Abdij was speciaal voor deze kroning gemaakt. De Supertunica, een van de kroningsgewaden, was gemaakt voor de kroning van George V in 1911, en is bij alle latere kroningen gebruikt. De Robe Royal dateerde uit 1821.

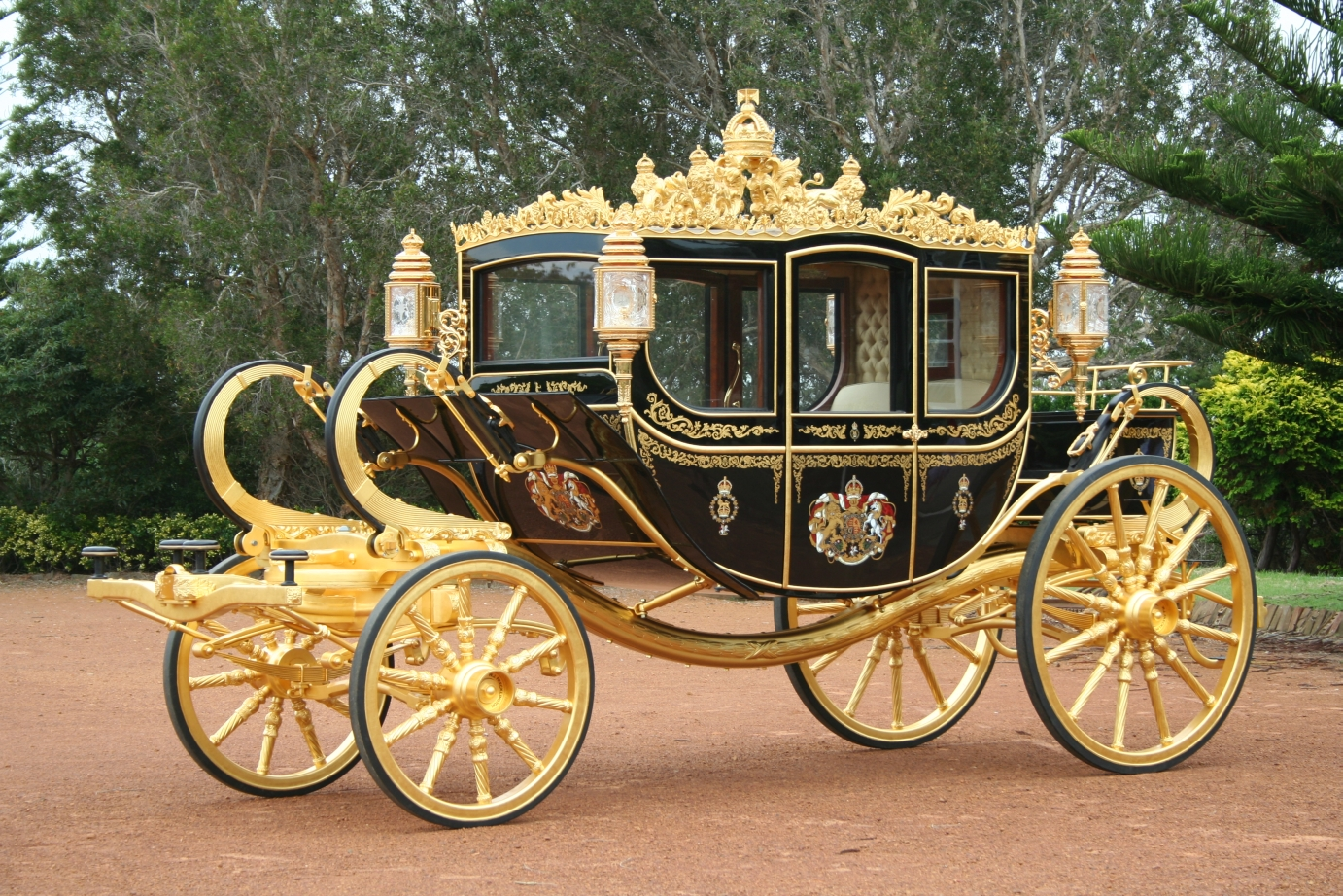
Diamond Jubilee State Coach

De tronen en zetels waarop Charles III en Camilla tijdens de plechtigheid zaten waren gebruikt tijdens de kroningen in 1937 en 1953.

## Overig ceremonieel en vieringen op 6 mei 2023

### Processies

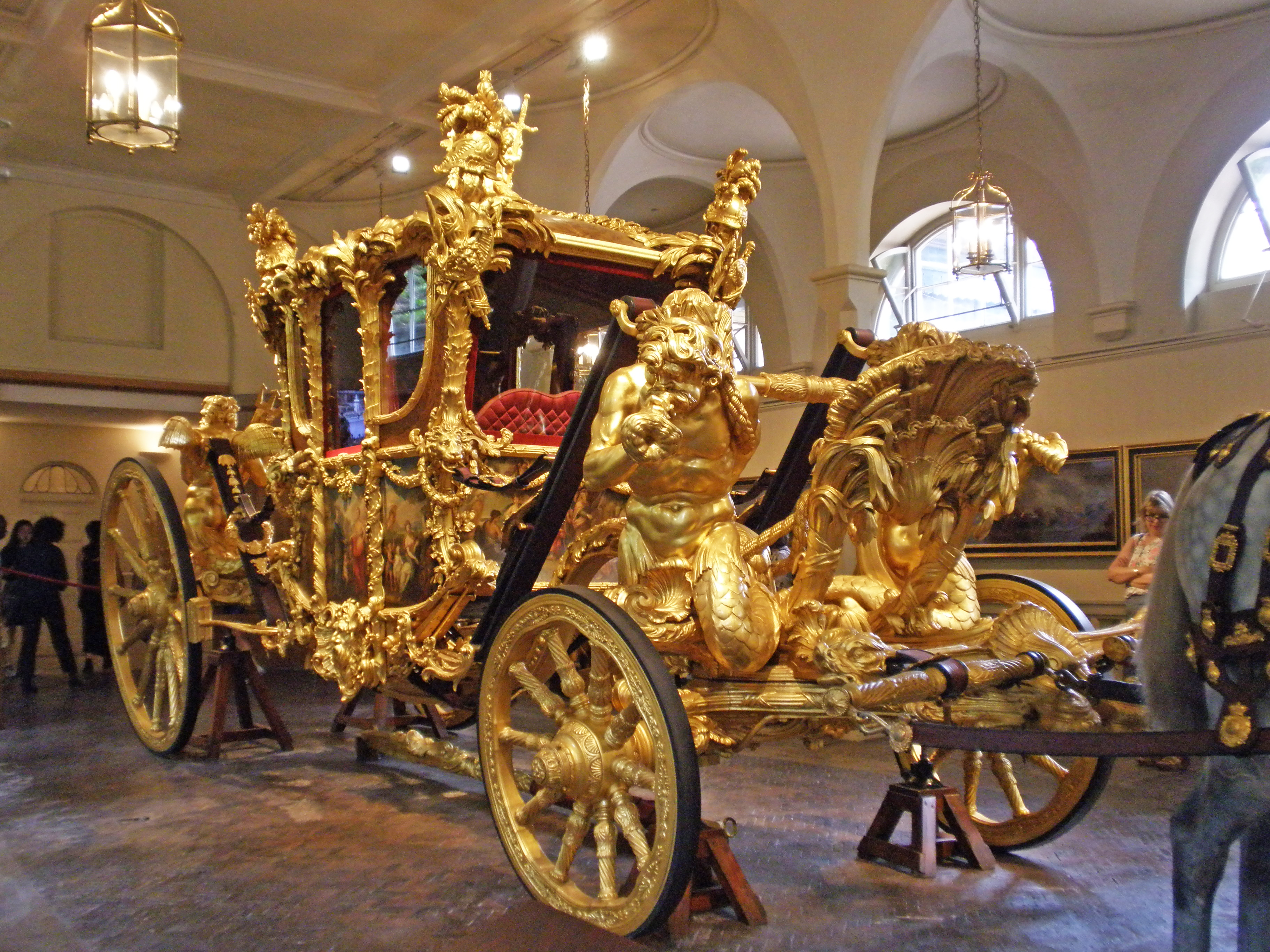
De Britse Gouden Koets, de Gold State Coach

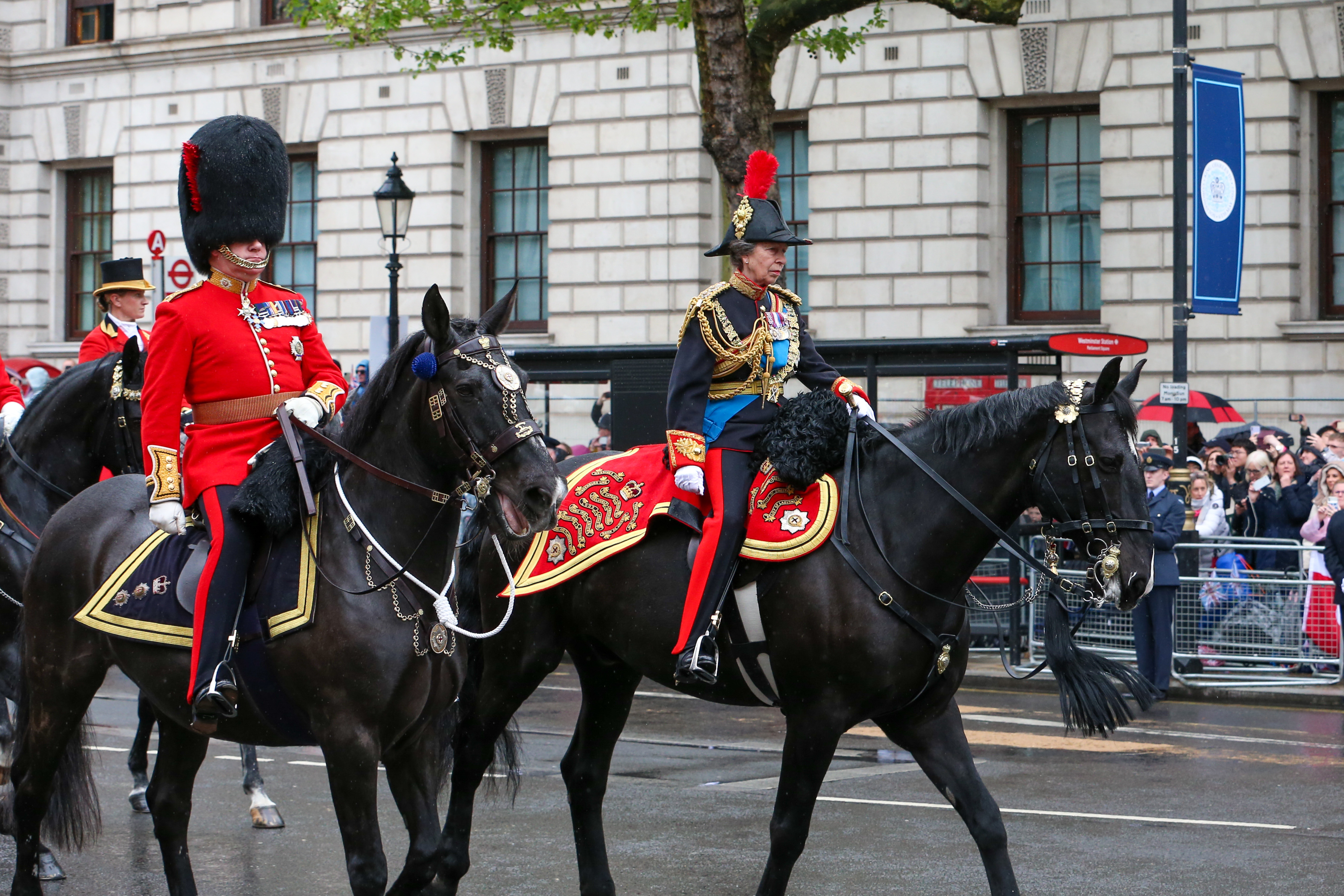
Prinses Anne in haar rol als gold stick in waiting tijdens de Coronation Procession

Op de dag van de kroning reden Charles III en Camilla per rijtuig in een vrij kleine processie (King's procession) van Buckingham Palace naar Westminster Abbey; ze hadden een escorte van tweehonderd militairen. Na afloop van de plechtigheid reden ze in een grootse statie-processie terug naar het paleis. Deze coronation procession bestond uit militairen in ceremonieel uniform te voet en te paard, afgewisseld met militaire kapellen. Het is traditioneel een van de feestelijke hoogtepunten van de dag. Het koninklijk paar maakte alleen op de terugweg gebruik van de notoir oncomfortabele 18e-eeuwse Britse Gouden Koets. De heenreis gebeurde in de van moderne gemakken voorziene nieuwere Diamond Jubilee State Coach uit 2010.
Bij de kroning van Charles en Camilla was de coronation procession minder lang en legde een kortere route door Londen af dan bij eerdere kroningen. De stoet bestond uit circa 4.000 militairen - vergeleken met 12.000 bij de kroning in 1953 - met een beperkte deelname van troepen uit het Gemenebest. Daarnaast stonden nog eens 1000 leden van de strijdkrachten (leger, marine en luchtmacht) opgesteld langs de route.
Een klein aantal leden van de koninklijke familie (de 'working royals': zij die officieel namens het Koninklijk Huis actief zijn) volgde in rijtuigen de Gouden Koets en verscheen met het koningspaar op het balkon van Buckingham Palace. Koning Charles' enige zus Anne, de princess-royal, had tijdens de coronation procession de eervolle functie gold stick in waiting: de ceremoniële lijfwacht van de koning. Ze reed te paard direct achter de gouden koets, gekleed in het uniform van het Blues and Royals-regiment waarvan zij de kolonel is.

### Overig
Na afloop van de kroning werden in het hele Verenigd Koninkrijk kerkklokken geluid.
Op dertig plaatsen in het Verenigd Koninkrijk was de kroning op schermen in de openbare ruimte te zien, zodat mensen de plechtigheid gezamenlijk in grote groepen konden beleven. Buurt- en gemeenschapscentra hoefden geen speciale vergunning te hebben om de BBC-reportage van de kroning live te vertonen.
Hedendaagse en historische vliegtuigen van luchtmacht, marine en leger zouden een ceremoniële flypast over Buckingham Palace uitvoeren als de koninklijke familie op het balkon stond. Vanwege de slechte weersomstandigheden op 6 mei moest het oorspronkelijke plan worden beperkt tot enkele helikopters en straaljagers, waaronder de Red Arrows.

## Protest en publieke opinie

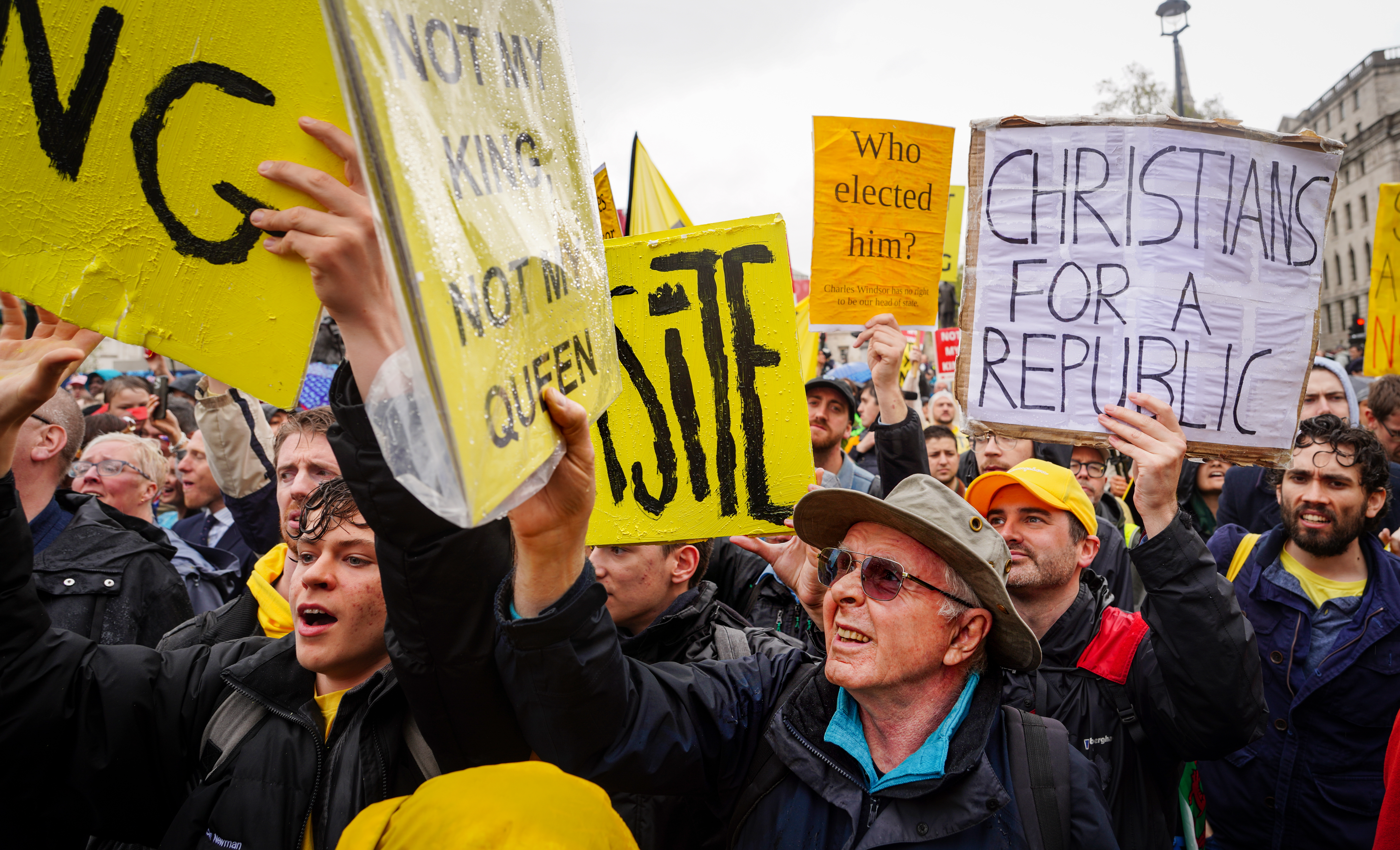
Demonstranten in Trafalgar Square

### Belangstelling
In april 2023, minder dan een maand voor de kroning, gaven circa 3.000 deelnemers in een opiniepeiling aan dat ze maar matig geïnteresseerd waren in de kroning: 35% zei niet erg veel om de kroning te geven, en 29% gaf er helemaal niets om. Vooral onder jongeren was er weinig belangstelling. Toch zei 46% van de bevolking dat ze naar de televisie-uitzending zouden kijken, of mee zouden doen aan festiviteiten. In een peiling die enkele dagen later werd gehouden, gaf 51% aan dat ze vonden dat de kroning niet met belastinggeld zou moeten worden betaald.
Geschat wordt dat gemiddeld 18 miljoen Britten de live-reportages van BBC, ITV of Sky News hebben gevolgd. Dit is minder dan het aantal kijkers voor de verslaglegging van de begrafenis van koningin Elizabeth II in 2022 (26,5 miljoen) of de begrafenis van prinses Diana in 1997 (31 miljoen). Men gaat uit van een wereldwijd kijkerspubliek van 2 miljard mensen in 125 landen.

### Protest
De republikeinse actiegroep Republic kondigde al ruim voor de kroning aan dat ze op 6 mei een vreedzame demonstratie zou organiseren op Parliament Square, vlak bij Westminster Abbey. Dit was voor de politie aanleiding om leden van de groep te observeren.
In Schotland tekenden enkele honderden mensen een petitie om te voorkomen dat de Stone of Scone naar Engeland zou worden gebracht voor de kroning. Ook de voormalige First Minister van Schotland, Alex Salmond, deed een oproep om de Schotse kroningssteen niet naar Londen te laten overbrengen.
Op de dag van de kroning waren er in Londen 11.500 politieagenten ingezet. In totaal arresteerde de politie 52 personen wegens het verstoren van de openbare orde, of omdat werd vermoed dat ze van plan waren door demonstaties overlast te veroorzaken. Deze preventieve arrestaties waren mogelijk op basis van een omstreden nieuwe wet die enkele dagen voor de kroning was ingevoerd. De politie verontschuldigde zich later bij zes republikeinse activisten die ten onrechte waren gearresteerd.

## Festiviteiten op 7 mei en 8 mei 2023

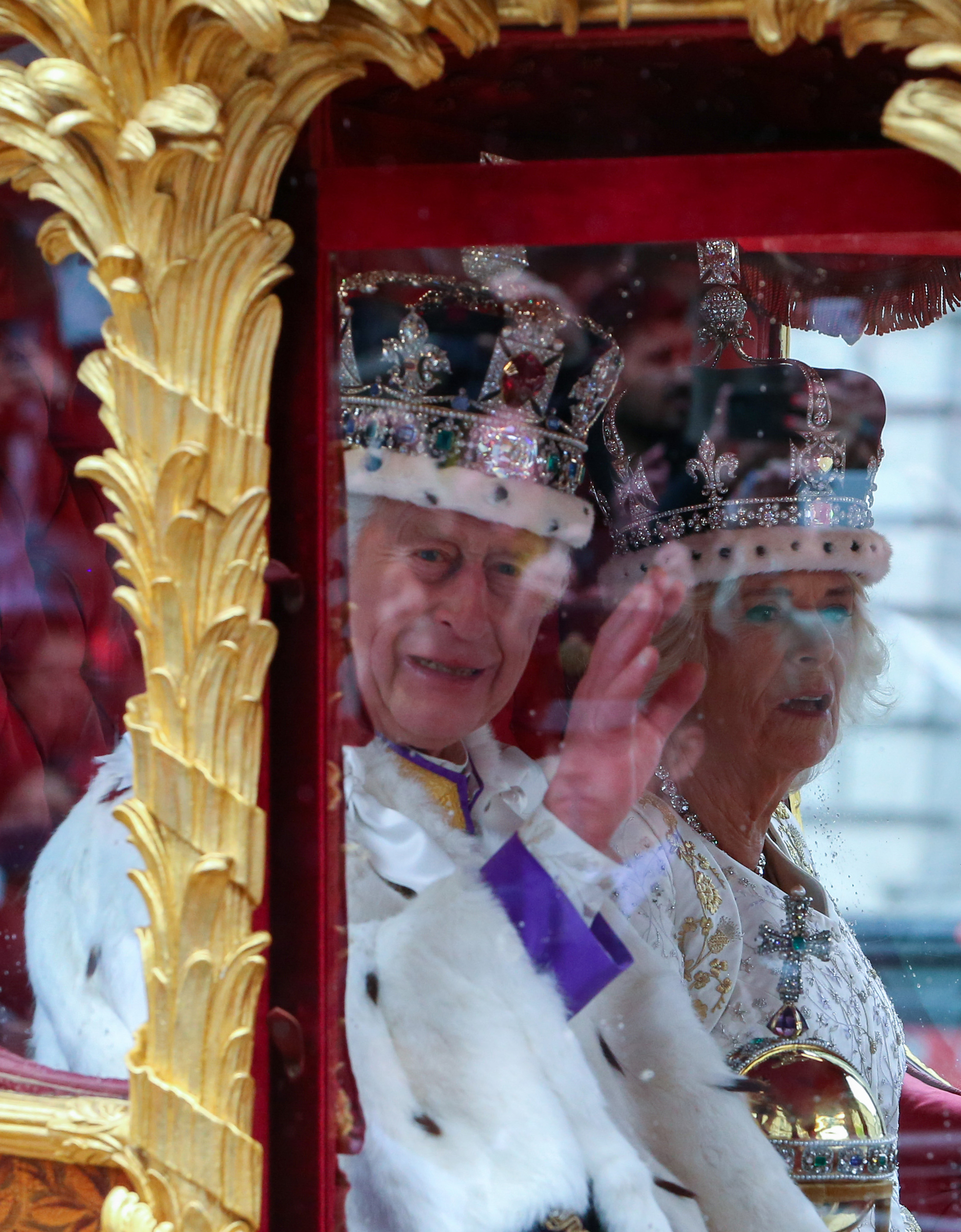
Charles III en Camilla

De Britse bevolking werd opgeroepen om in het kroningsweekend met buren of wijkgenoten een feestelijke middagmaaltijd te organiseren: de Coronation Big Lunch. Daarvoor hadden Charles en Camilla een quiche (the Coronation quiche) gekozen als geprefereerd hoofdgerecht.
Op zondag 7 mei was er 's avonds een kroningsconcert in Windsor Castle dat rechtstreeks werd uitgezonden op tv.
Maandag 8 mei was een extra vrije dag (Bank holiday), die in het teken stond van vrijwilligerswerk (the Big Help Out).
Pubs mochten het hele kroningsweekend langer open blijven.

## Gemenebest en overzeese gebiedsdelen
In verschillende landen van het Gemenebest en in Britse overzeese gebiedsdelen werd op 6 mei ook aandacht besteed aan de kroning van het nieuwe staatshoofd, onder andere in Canada, Nieuw-Zeeland en Bermuda.

## Officieel verslag
Sinds 1308 is er van elke kroning een officieel verslag gemaakt, de Coronation Roll. Dit gebeurde oorspronkelijk om het verloop van de ceremonie en de aanwezigen vast te leggen. Op deze manier kon er geen misverstand ontstaan over wie - vaak in ruil voor een ambt of land - tijdens de kroning een ceremoniële taak had vervuld, en wie trouw had gezworen aan de nieuwe vorst. Ook voor de kroning van Charles III werd een Coronation Roll geproduceerd, die op 1 mei 2024 aan de koning werd aangeboden. Het is een document van 21 meter lang, met de hand gekalligrafeerd en verlucht met heraldische en nationale symbolen. Anders dan in het verleden is deze Coronation Roll niet van vellum, maar van papier dat geen dierlijke producten bevat. Voor het eerst is er ook een digitale versie, waarin videobeelden van de kroning zijn verwerkt. Deze is online voor iedereen toegankelijk.

## Kosten
De totale kosten van de kroning waren ₤72 miljoen. Hiervan was ₤22 miljoen voor de inzet van de politie en iets meer dan ₤50 miljoen voor alle overige kosten. Ter vergelijking, de kosten van de rouwplechtigheden en uitvaart van koningin Elizabeth II in 2022 waren ₤162 miljoen.

## Externe bronnen
- Opname van de kroningsplechtigheid - YouTube
- Officiële website over de kroning
- Volledige liturgie
- Overzicht van de deelnemers aan de plechtigheid, en hun rollen
- Digitale versie van de Coronation Roll, het officiële verslag van de plechtigheid